# هاروی دارویل
هاروی دارویل (انگلیسی: Harvey Darvill؛ 7 April 1896 – ۱۹۲۴ (۲۷−۲۸ سال)) بازیکن فوتبال بود.